# رويال بنك أوف سكوتلاند
رويال بنك اوف سكوتلاند جروب (المعروف أيضا باسم مجموعة RBS ) هي شركة قابضة للبنوك والتأمين البريطانية ، مقرها في ادنبرة، إسكتلندا.تعمل مجموعة متنوعة من العلامات التجارية المصرفية التي تقدم الخدمات المصرفية الخاصة والتأمين وتمويل الشركات من خلال مكاتبها الموجودة في أوروبا وأمريكا الشمالية وآسيا. في المملكة المتحدة وأيرلندا، والشركات التابعة الرئيسية هي البنك الملكي الإسكتلندي، ناتويست، البنك الستر وكوتس.